# Acromyrmex insinuator
Acromyrmex insinuator is een mierensoort uit de onderfamilie van de Myrmicinae. De wetenschappelijke naam van de soort is voor het eerst geldig gepubliceerd in 1998 door Schultz, Bekkevold & Boomsma.